# Schreinersmühle
Schreinersmühle (auch Ziegelmühle genannt) ist ein Wohnplatz des Marktes Ippesheim im mittelfränkischen Landkreis Neustadt an der Aisch-Bad Windsheim. Sie liegt in der Gemarkung Ippesheim.

## Geografische Lage
Die ehemalige Einöde ist heute Haus Nr. 12 der Molkereistraße des Gemeindeteils Ippesheim. Sie liegt am Ensbach, einem rechten Zufluss der Iff. Ursprünglich war sie Haus Nr. 101 und befand sich in direkter Nachbarschaft zur Ziegelhütte, die die Haus Nr. 100 trug.

## Geschichte
Mit dem Gemeindeedikt (frühes 19. Jahrhundert) wurde Schreinersmühle dem Steuerdistrikt Ippesheim und der Ruralgemeinde Ippesheim zugewiesen. 1818 bestand Schreinersmühle aus einem Anwesen mit sieben Einwohnern.